# Ardenno
Ardenno là một đô thị ở tỉnh Sondrio trong vùng Lombardia của Italia, có vị trí khoảng 90 km về phía đông bắc của Milano và khoảng 15 km về phía tây của Sondrio. Tại thời điểm ngày 31 tháng 12 năm 2004, đô thị này có dân số 3.204 người và diện tích là 17 km².
Đô thị Ardenno có các frazioni (các đơn vị cấp dưới, chủ yếu là các làng) Pioda, Biolo, Gaggio, Scheneno, Piazzalunga and Pilasco.
Ardenno giáp các đô thị: Buglio in Monte, Civo, Dazio, Forcola, Talamona, Val Masino.